# George Froeschel
George Froeschel (Viena, 9 de marzo de 1891-Los Ángeles, 22 de noviembre de 1979) fue un novelista y guionista austríaco naturalizado estadounidense. En 1943, ganó un Premio ÓScar al mejor guion por la adaptación a la gran pantalla de La señora Miniver.

## Biografía
Georg Froeschel nació en 1891, hijo de un banquero judío en Viena. Escribió su primera novela durante su estancia en la escuela primaria, «Ein Protest» («Una protesta»). Después de sus estudios de posgrado se doctoró en Derecho. En la Primera Guerra Mundial escribió informes para el ejército austro-húngaro. En el periodo de entreguerras, escribió varias novelas, algunas de las cuales fueron adaptadas para películas en la década de 1920. En la década de 1920 trabajó para el Ullstein-Verlag en Berlín.
En 1936 emigró a los Estados Unidos, donde trabajó por primera vez en la oficina editorial de la revista «Coronet» de Chicago. Sus esfuerzos por encontrar un trabajo en la industria cinematográfica de Hollywood no tuvieron éxito hasta abril de 1939, cuando Sidney Franklin de MGM lo contrató como guionista.

## Obra literaria
- Der Schlüssel zur Macht, Viena [u. a.] 1919
- Der wunderliche Hochstapler, Viena [u. a.] 1919
- Die Geliebte Roswolskys, Berlín 1921
- Der Korallenthron, Frankfurt a. M. 1921
- Admiral Bobby, Berlín 1923
- Der Priester und die Frau, Berlín 1923
- Weib in Flammen, Berlín 1925
- Das schrecklichste Erlebnis und andere Erzählungen, Berlín-Charlottenburg 1926
- Hochzeitsreise wie noch nie, Berlín 1928
- Der Richter ohne Gnade, Berlín 1930
- Eine ganz andere Frau, Berlín 1931
- Himmel, meine Schuhe!, Leipzig 1932
- Abschied von den Sternen, Viena [u. a.] 1937
- Ein Weib war in der Stadt, Berlín 1951
- George Froeschel erzählt aus seinem Leben, in: Filmkritik, Jahrgang 27 de marzo de 1983, Nr. 315

## Filmografía
Adaptaciones a cine de sus novelas
- Der Schlüssel zur Macht (1921)
- Nora, de Berthold Viertel (1923)
- Roswolsky's Mistress, de Felix Basch  (1923)
- Der Anwalt des Herzens, de Wilhelm Thiele (1927)
- Weib in Flammen, de Max Reichmann (1928)
- 'Scandal in Baden-Baden, de Erich Waschneck (1929)

Como guionista
- El puente de Waterloo (Waterloo Bridge), de Mervyn LeRoy (1940)
- Tormenta mortal (The Mortal Storm), de Frank Borzage (1940)
- La señora Miniver (Mrs. Miniver), de William Wyler (1942)
- Nebla en el pasado (Random Harvest), de Mervyn LeRoy (1942)
- Sucedió bailando (We Were Dancing), de Robert Z. Leonard (1942)
- Madame Curie, de Mervyn LeRoy  (1943)
- Las rocas blancas de Dover (The White Cliffs of Dover ), de Clarence Brown (1944)
- Sublime decisión (Command Decision), de Sam Wood (1948)
- La historia de los Miniver (The Miniver Story), H.C. Potter (1950)
- The Unknown Man, de Richard Thorpe (1951)
- Scaramouche, de George Sidney (1952)
- Tres amores (The Story of Three Loves), de Vincente Minnelli y Gottfried Reinhardt (1953)
- No me abandones (Never Let Me Go), de Delmer Daves (1953)
- Rose Marie, de Mervyn LeRoy (1954)
- Betrayed, de Gottfried Reinhardt (1954)
- Las aventuras de Quentin Durward (The Adventures of Quentin Durward), de Richard Thorpe (1955)
- Gaby, de Curtis Bernhard (1956)
- Yo y el coronel (Me and the Colonel), de Peter Glenville (1958)
- Destino, las estrellas (I Aim at the Stars), de J. Lee Thompson (1960)

## Premios y distinciones
Premios Óscar
| Año  | Categoría   | Película            | Resultado |
| ---- | ----------- | ------------------- | --------- |
| 1943 | Mejor guion | La señora Miniver   | Ganador   |
| 1943 | Mejor guion | Niebla en el pasado | Ganador   |